# Франтишек Ступка
Фра̀нтишек Сту̀пка (на чешки: František Stupka) е чешки диригент, цигулар и музикален педагог.

## Биография
Роден е в малкото село Тедражице (Tedražice), Австро-Унгария (днес в окръг Клатови, Пилзенски край, Чехия) на 18 януари 1879 г. Ученик е на О. Шевичик.
В периода 1902 – 1919 г. е професор в Консерваторията в Одеса, където заедно с Ярослав Кочиан, Йосеф Перман и Ладислав Зеленка основава чешки квартет. В периода 1919 – 1946 г. е диригент на Чешката филхармония, а през 1946 – 1956 е главен диригент и художествен ръководител на Моравската филхармония в Оломоуц. По същото време (1947 – 1951 г.) преподава в Музикалната академия в Бърно.
Франтишек Ступка изпълнява творби на Бедржих Сметана, Антонин Дворжак, Леош Яначек и Пьотр Чайковски.
На Пражкия тридневен фестивал на българската музика, проведен на 23 – 25 март 1928 г., Ступка дирижира първото изпълнение на рапсодия „Вардар“ в нейния оркестров вариант.
Почива в Чехословакия на 24 ноември 1965 г.

## Памет
Улица в Прага носи неговото име.